# South African Press Association
Die South African Press Association (Sapa) war eine  1938 gegründete südafrikanische Nachrichtenagentur mit Sitz in Johannesburg und weiteren Büros in Bloemfontein, Durban und Kapstadt. Sie beschäftigte 40 Mitarbeiter und belieferte Rundfunkanstalten, Presseerzeugnisse und Internetseiten mit Texten und Fotos.
Die Sapa wurde von den vier großen Medienkonzernen Caxton, Independent Newspapers, Johnnic Communications und Media24 getragen. Trotz dieses Hintergrunds befand sich die Nachrichtenagentur seit geraumer Zeit in finanziellen Schwierigkeiten – die Belegschaft wurde von 82 im Jahr 2000 auf 50 Mitarbeiter 2006 reduziert.
Im Jahr 2015 wurde die Nachrichtenagentur geschlossen.